# Cerealia

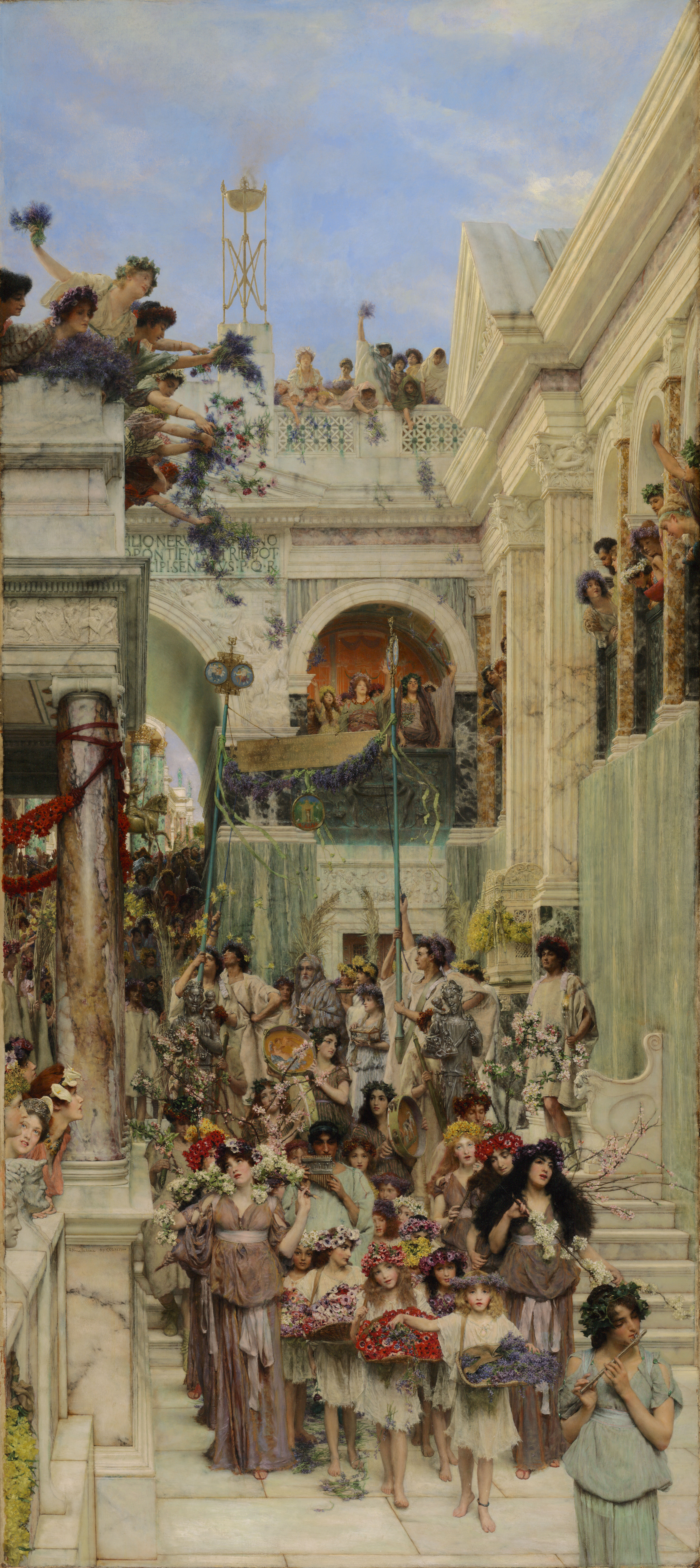
I Cerealia, da un dipinto di Lawrence Alma-Tadema (1894)

I Cerealia erano una festività romana, celebrata il 12 aprile e seguita da giochi che duravano fino al 19 aprile, e dedicati a Cerere.
La cerimonia prevedeva il ricordo del mito di Cerere e Proserpina: la ricerca della figlia da parte della madre era rappresentata dal vagabondare delle devote per la città, vestite rigorosamente di bianco e reggendo una torcia. I giorni successivi erano celebrati con giochi, i Ludi Cerealici, che si tenevano al Circo Massimo, e ai quali gli spettatori assistevano vestiti di bianco.